# Sunipia hainanensis
Sunipia hainanensis är en orkidéart som beskrevs av Zhan Huo Tsi. Sunipia hainanensis ingår i släktet Sunipia och familjen orkidéer.
Artens utbredningsområde är Hainan (Kina). Inga underarter finns listade i Catalogue of Life.